# ساندرو سيلفا دي سوزا
ساندرو سيلفا دي سوزا (بالبرتغالية: Sandro Silva de Souza‏) (17 مايو 1988 بريو دي جانيرو في البرازيل - ) هو لاعب كرة قدم برازيلي في مركز الدفاع. لعب مع نادي جوينفيل ونادي سيارا ونادي فلومينينسي ونادي فيغورينسي ونادي كاظمة ونادي إيتوانو.

## وصلات خارجية
- ساندرو سيلفا دي سوزا على موقع رابطة كرة القدم اليابانية للمحترفين (اليابانية)
- ساندرو سيلفا دي سوزا على موقع قاعدة بيانات كرة القدم.إي يو (الإنجليزية)
- ساندرو سيلفا دي سوزا على موقع Soccerway.com (الإنجليزية)
- ساندرو سيلفا دي سوزا على موقع عالم كرة القدم.نت (الإنجليزية)